# 薮田東三
薮田 東三（やぶた とうぞう、1916年6月16日 - 1986年8月3日）は、日本の経営者。滋賀県大津市出身。

## 経歴
1940年に京都帝国大学工学部機械工学科を卒業し、同年にトヨタ自動車工業に入社。
取締役を経て、1972年9月に常務に就任した。1977年3月に愛知製鋼副社長に就任し、1980年3月から社長を務めた。
1986年8月3日転移性肺腫瘍のために死去。70歳没。